# Museu Casa Roig
El Museu Casa Roig és una històrica casa museu i galeria situada a Humacao, Puerto Rico. Va ser construïda el 1920 com a residència del plantador de sucre d'ascendència catalana Antonio Roig Torrellas (1860-1933), i dissenyada per l'arquitecte txec resident a Puerto Rico Antonin Nechodoma (1877-1928). La casa Roig va ser construïda seguint l'estil de la praderia (Prairie School). Té una planta en forma de creu amb dos pisos i un soterrani. Ésta feta amb fusta i decorada amb vitralls i mosaics. El disseny segueix l'estil de la praderia de l'arquitecte Louis Sullivan i, especialment, el de l'arquitecte americà Lloyd Franc Wright (1867-1959).
Va ser habitada fins al 1956 i es va tancar. El 13 d'agost de 1977 els hereus d'Antonio Roig van donar la residència a la Universitat de Puerto Rico a Humacao, qui la va restaurar i obrir com a museu regional el 1989. La restauració es va fer pels arquitectes Otto Reyes i Tom Marvel en un període de 10 anys. És considerada com una de les millors feines de Nechodoma, i l'única estructura residencial que encara queda al complet.
La casa va ser llistada en els Registre Nacional de Llocs Històrics el 1977.